# Волоковые (Афанасьевский район)
 Волоковые  — деревня в Афанасьевском районе Кировской области в составе Ичетовкинского сельского поселения.

## География
Расположена на расстоянии примерно 21 км по прямой на запад-юго-запад от райцентра поселка  Афанасьево.

## История
Известна с 1891 года как починок Волоковский на 6 семей, в 1905 году 9 дворов и 58 жителей, в 1926 здесь (деревня Волоковская) хозяйств 27 и жителей 120. В 1950 году (уже современное название) хозяйств 21 и жителей 76, в 1989 проживало 13 человек.  

## Население
Постоянное население составляло 13 человек (русские 77%) в 2002 году, 8 в 2010.